# Орава (регіон)

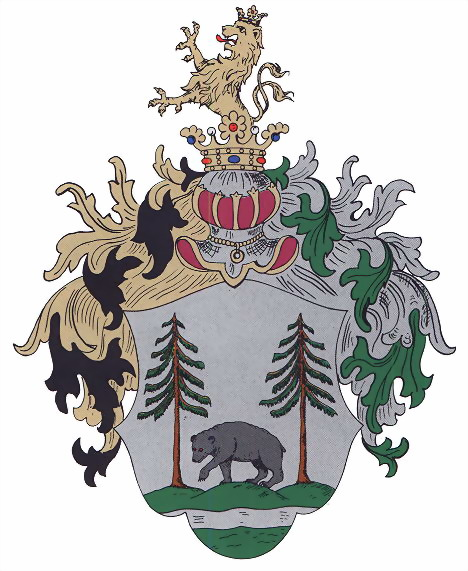
Герб Орави

Орава (словац. Orava, угор. Árva, нім. Arwa) — історична область в Словаччині, спочатку входила до складу Угорського королівства. Адміністративний центр — Дольний Кубін. Розташовується на території сучасних районів: Дольни Кубін, Тврдошін, Наместово.

## Географія

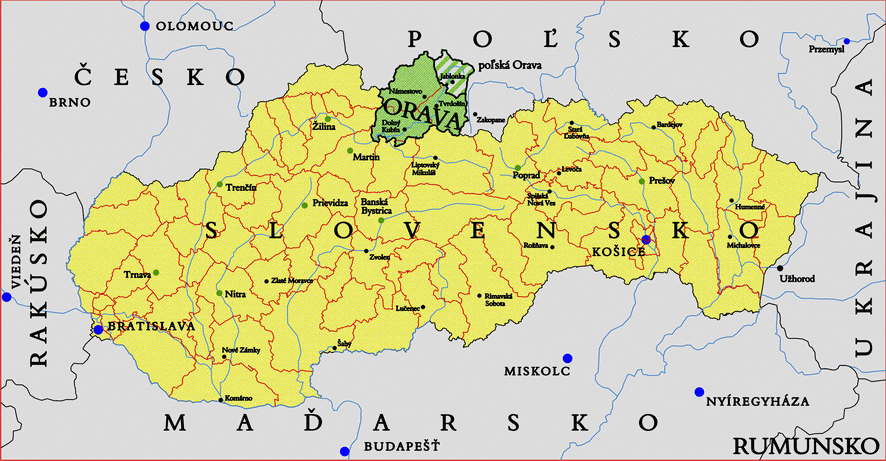
Орава на мапі Словаччини

Область розташована на північ від Західних Татр вздовж річки Орава. Її площа в 1910 році становила 2019 км². Словаччині зараз належить 1661 км², Польщі — 358 км².
Населення з словацького боку близько 126 000 осіб.
Орава в даний час визнана одним з 21 туристичного регіона Словаччини.

## Центр
Першою столицею був Оравський Град, потім Велична і з 1683 року — Дольний Кубін.

## Історія

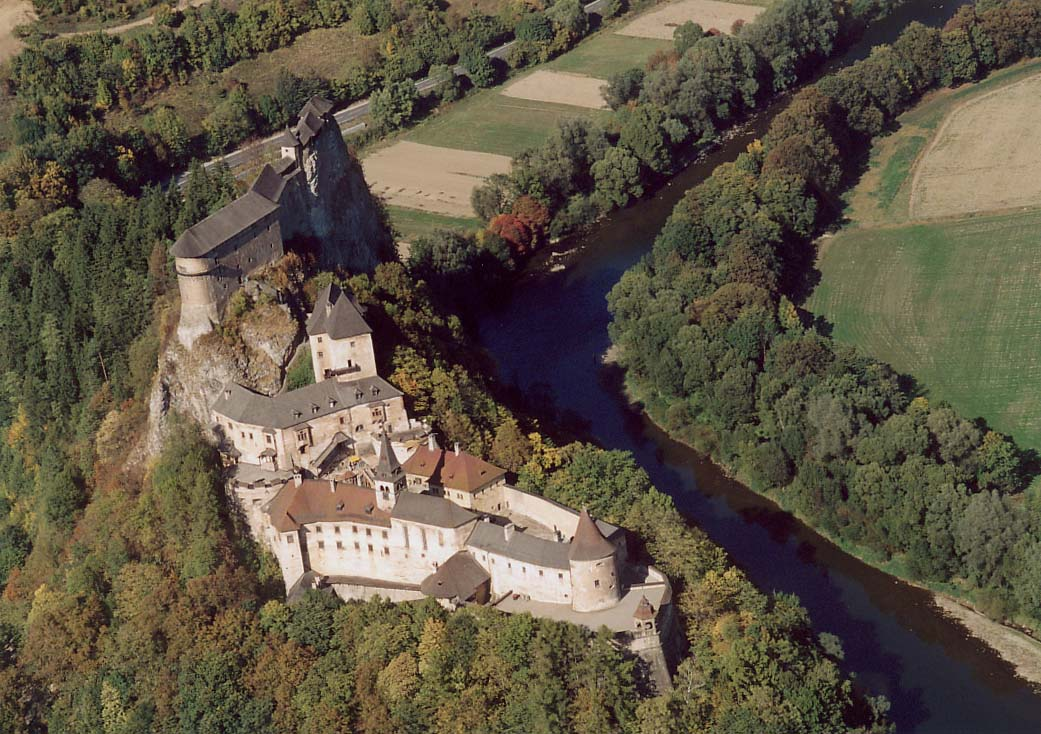
Оравський Град є важливою історичною частиною регіону

Орава була однією з спірних територій польсько-чехословацьких прикордонних конфліктів, що відбувалися після утворення обох країн в 1918 році у зв'язку з неврегульованістю питання про кордон.